# Julostylis polyandra
Julostylis polyandra là một loài thực vật có hoa thuộc họ Malvaceae.
Loài này chỉ có ở Ấn Độ.